# Michele Graduata
Michele Graduata (Mesagne, 22 novembre 1943) è un politico italiano.

## Biografia
Funzionario del Partito Comunista Italiano, è segretario provinciale del PCI dal 1970 al 1977 e membro della segreteria regionale pugliese dal 1977 al 1979. È stato consigliere comunale a Mesagne e consigliere provinciale a Brindisi.
Viene eletto alla Camera dei deputati nel 1979 nella Circoscrizione Lecce-Brindisi-Taranto, venendo poi riconfermato anche dopo le elezioni politiche del 1983. Conclude il mandato parlamentare nel 1987.
Successivamente è presidente della USL Br 5 e membro del Consiglio di amministrazione STP.

## Opere
- Ripoliticizzare la politica, I libri di Icaro, 2005[2]